# Монголия на летних Олимпийских играх 2000
Монголия принимала участие в Летних Олимпийских играх 2000 года в Сиднее (Австралия) в девятый раз за свою историю, но не завоевала ни одной медали. Сборную страны представляло 20 спортсменов, в том числе 8 женщин.

## Состав олимпийской сборной Монголии

### Дзюдо
Спортсменов — 4
Соревнования по дзюдо проводились по системе на выбывание. В утешительные раунды попадали спортсмены, проигравшие полуфиналистам турнира. 2 спортсмена, одержавших победу в утешительном раунде, в поединке за бронзу сражались с проигравшими в полуфинале.
Мужчины
| Спортсмен              | Категория | 1/32               | 1/16                                      | 1/8                              | Четвертьфиналы     | Полуфиналы         | Первый доп. раунд                       | Утешительный четвертьфинал | Утешительный полуфинал | За 3 место Финал   | Место |
| Спортсмен              | Категория | Соперник Результат | Соперник Результат                        | Соперник Результат               | Соперник Результат | Соперник Результат | Соперник Результат                      | Соперник Результат         | Соперник Результат     | Соперник Результат | Место |
| ---------------------- | --------- | ------------------ | ----------------------------------------- | -------------------------------- | ------------------ | ------------------ | --------------------------------------- | -------------------------- | ---------------------- | ------------------ | ----- |
| Доржпаламын Нармандах  | до 60 кг  |                    | Рейвер Альваренга (VEN) поб. 0100 — 0011  | Чон Бугён (KOR) пор. 0001 — 1020 | Не прошёл          | Не прошёл          | Нестор Хергиани (GEO) пор. 0000 — 1121  | Не прошёл                  | Не прошёл              | Не прошёл          | 13    |
| Пурэвдоржийн Нямлхагва | до 66 кг  |                    | Патрик ван Калкен (NED) пор. 0001 — 0001+ | Не прошёл                        | Не прошёл          | Не прошёл          | Юкимаса Накамура (JPN) пор. 0010 — 0011 | Не прошёл                  | Не прошёл              | Не прошёл          | 13    |

| Соревнование | Спортсмены           | Первый раунд                  | Второй раунд                    | 1/8 финала                     | Четвертьфинал        | Полуфинал            | Финал                | Место |
| Соревнование | Спортсмены           | Соперник Результат            | Соперник Результат              | Соперник Результат             | Соперник Результат   | Соперник Результат   | Соперник Результат   | Место |
| ------------ | -------------------- | ----------------------------- | ------------------------------- | ------------------------------ | -------------------- | -------------------- | -------------------- | ----- |
| до 81 кг     | Цэнд-Аюушийн Очирбат | С. Уминга (BUR) В 1100 — 0001 | А. Бельгайд (MAR) В 0010 — 0000 | А. Пасейро (URU) П 0000 — 1001 | Завершил выступление | Завершил выступление | Завершил выступление | —     |

Женщины
| Соревнование | Спортсмены          | Первый раунд                          | 1/8 финала                    | Четвертьфинал                   | Полуфинал             | Финал                 | Место |
| Соревнование | Спортсмены          | Соперник Результат                    | Соперник Результат            | Соперник Результат              | Соперник Результат    | Соперник Результат    | Место |
| ------------ | ------------------- | ------------------------------------- | ----------------------------- | ------------------------------- | --------------------- | --------------------- | ----- |
| до 57 кг     | Хишигбат Эрденет-Од | Исабель Фернандес (ESP) П 0000 — 1011 | Утешительный турнир           | Утешительный турнир             | Завершила выступление | Завершила выступление | 9     |
| до 57 кг     | Хишигбат Эрденет-Од | Исабель Фернандес (ESP) П 0000 — 1011 | Э. Уилсон (USA) В 1000 — 0001 | К. Кусакабэ (JPN) П 0000 — 0010 | Завершила выступление | Завершила выступление | 9     |

### Стрельба
Спортсменов — 3
После квалификации лучшие спортсмены по очкам проходили в финал, где продолжали с очками, набранными в квалификации. В некоторых дисциплинах квалификация не проводилась. Там спортсмены выявляли сильнейшего в один раунд.
Женщины
| Спортсмен              | Соревнование   | Квалификация | Место | Финал     | Место     | Всего | Место |
| ---------------------- | -------------- | ------------ | ----- | --------- | --------- | ----- | ----- |
| Зоригтын Батхуяг       | Винтовка, 10 м | 391          | 20    | Не прошла | Не прошла | 391   | 20    |
| Отрядын Гундэгмаа      | Пистолет, 10 м | 382          | 9     | Не прошла | Не прошла | 382   | 9     |
| Доржсурэнгийн Мунхбаяр | Пистолет, 10 м | 368          | 36    | Не прошла | Не прошла | 368   | 36    |